# 海港公园
海港公园，又称海港生态公园，位于中华人民共和国天津市滨海新区天津港吉运一道，是在天津港812爆炸事故旧址建立的纪念公园。该公园的设计、建设极为迅速，爆炸发生仅8天便开始设计，建设工期仅数月，且规划设计方案极为潦草。

## 历史
海港公园用地原为天津市滨海新区天津港内天津东疆保税港区瑞海国际物流有限公司危险品仓库运抵区，原属于工业用地，后经补办手续调整为城市绿地。
2015年8月12日，瑞海国际物流危险品仓库运抵区发生了一起特别重大火灾爆炸事故，造成了严重的人员伤亡和财产损失。8月19日，事故第十次新闻发布会上，时任天津代理市委书记、市长黄兴国在回答香港文汇报记者提问时，首次表示事故处置结束后，“建议选择在事故地点建立公园，立碑咏志”。9月5日，天津市滨海新区规划和国土资源管理局公布了编制海港生态公园概念规划，按照天津市委、市政府的统一部署，火灾爆炸事故遗址将在彻底清理后，按照生态、生机、生活、纪念的主题，建设一座海港生态公园。
2016年3月29日，《海港公园工程（应急绿化工程）环评报告》公布，该报告显示，天津滨海新区建设投资集团有限公司拟投资52,926.42万元建设海港公园，总占地面积为20.15公顷，预计2016年7月开工，2016年12月竣工，但未如期开工建设。
2016年11月，海港公园开始建设。2017年3月，海港公园已种植乔木约6000株、灌木约2000株。

## 评论
2015年8月19日，时任天津代理市委书记、市长黄兴国首次提出“建议选择在事故地点建立公园，立碑咏志”后，这一提议便受到外界的关注。《中国经营报》张曙光撰文指出，首先应该纪念的是在灭火行动中牺牲的消防员们，其次是要记住的是科学规律不能违背，造成此次悲剧的深层社会原因更不能忘记。《中国职工教育》发表文章呼吁，应当为“8.12”事故遇难者建一座纪念碑。
2015年9月12日，财经网评论认为该公园的方案是一种偷懒的纪念，从土壤修复，到生态建设，再到灾难纪念，该方案没有足够出彩的亮点。对于该公园项目从规划到施工建设动作之快，有规划设计师认为其规划流程有违规嫌疑。海港公园的规划设计用时两周、土壤修复用时两个月、项目建设工期用时从7个月缩短到4个月，《中国新闻周刊》采访的多位资深设计师批评该公园设计方案极为粗糙潦草，规划流程存在违规，专家评审走过场，是“先上车，后补票”的典型。天津市滨海新区规划和国土资源管理局详细规划处处长郭志刚在接受《中国新闻周刊》采访时表示，政府部门很清楚纪念公园的设计和定位，但民众在反馈意见中明确表示，不希望建纪念馆，也不愿建纪念碑，最好连雕塑都不要，就是一个可以遛狗、健身的公园而已。对于该公园潦草方案的批评，天津市国土局的知情人士则对《中国新闻周刊》透露，公园位置远离市中心、人流少，不会带来任何旅游收入，因此才会有现在的规划。